# Ein starkes Team: Die Gottesanbeterin
Die Gottesanbeterin ist ein deutscher Fernsehfilm von Markus Imboden aus dem Jahr 2012. Es handelt sich um die 51. Folge der Krimiserie Ein starkes Team mit Maja Maranow und Florian Martens in den Hauptrollen.

## Handlung
Miriam Weiss, eine junge attraktive Lehrerin, wird tot auf der Toilette einer Berliner Gesamtschule aufgefunden. Jemand hat ihre Handtasche mit ihrem  Asthmaspray mitgenommen, sodass sie bei einem erlittenen Anfall das lebenswichtige Medikament nicht zur Hand hatte.
Nach ersten Recherchen von Kriminalhauptkommissarin Verena Berthold und Kollege Otto Garber kommt die Schülerin Laura in Verdacht, deren Eltern sich getrennt haben, weil der Vater ein Verhältnis mit der Lehrerin hatte, weshalb Laura extrem wütend auf Miriam Weiss war. Nach der gerichtsmedizinischen Untersuchung stellt sich zudem heraus, dass die Lehrerin schwanger war. 
Unter den Schülern war die Lehrerin als die Gottesanbeterin bekannt, was ihren sexuellen Praktiken zuzuschreiben war. Nach der Analyse ihrer E-Mails findet sich ein enger Kontakt zu Tobias Rohloff, einem ehemaligen Arbeitskollegen, dessen Schwester an der Schule arbeitet, an der auch das Opfer nun angestellt war und der unter der Trennung zu Miriam Weiss leidet und seitdem psychische Probleme hat. Aber auch der ehemalige Schüler Jannick Siebert der vormaligen Schule von Miriam Weiss hatte bis zuletzt ein intimes Verhältnis zu dem Opfer. Für Lauras Vater könnte dies ein Grund zur Eifersucht gewesen sein, jedoch gibt er an, von diesem Verhältnis nichts gewusst zu haben.
Laura und ihre Mitschülerinnen Alexa, Hanna und Rosina gehören zu denen, die das Opfer zuletzt gesehen haben, daher werden auch sie eindringlich befragt. Als Ermittler Ben Kolberg ein Handyvideo im Internet findet, auf dem zu sehen ist, wie die Mädchen ihre Lehrerin traktieren und durch das Schulgebäude treiben, sodass sie auf die Toilette flüchtet, werden auch sie zu den Verdächtigen gezählt. 
Verena Berthold ist allerdings davon überzeugt, dass Laura sich zwar mitschuldig gemacht, ihre Lehrerin aber nicht umgebracht hat. Das kann die Kommissarin am Ende ihrer Mutter nachweisen. Sie war an jenem Nachmittag in das Schulgebäude gegangen, weil sie die Frau sehen wollte, für die ihr Mann sie verlassen hatte. Sie hatte sie dann auf der Mädchentoilette nach einem Asthmaanfall auf dem Boden liegend und noch lebend gefunden, ihr jedoch nicht geholfen, sondern die Tasche mit dem Spray mitgenommen und dann draußen ins Gebüsch geworfen.

## Hintergrund
Die Gottesanbeterin wurde in Berlin gedreht und am 18. Januar 2012 um 20:15 Uhr im ZDFneo erstausgestrahlt. 
Sputnik, dessen Rolle als Geschäftsmann in der Serie als ein Running Gag angelegt ist, eröffnet eine online-Partnervermittlung zu Kunden aus Russland.

## Kritik
Rainer Tittelbach von tittelbach.tv befand: „‚Die Gottesanbeterin‘  von Markus Imboden aus der Reihe ‚Das starke Team‘ wartet mit so vielen Verdächtigen auf, dass man zwischenzeitlich gar nicht mehr fragt, auf wen sich die Ermittlung konzentriert und welche Figuren nur ‚Füllmaterial‘ für die Krimihandlung sind. […] So überkonstruiert die Handlung auch sein mag, so ist der Film doch ein gut gespielter […] Samstagkrimi, der seine Verdächtigen nicht brav nacheinander ‚abarbeitet‘, sondern sie lange Zeit nebeneinander führt.“ Fazit: „Stimmig inszeniert, überzeugend gespielt, etwas überkonstruiert, aber unterhaltsam!“
Die Kritiker der Fernsehzeitschrift TV Spielfilm vergeben die beste Wertung (Daumen nach oben) und meinen: „Was nach einem Mobbingfall ausschaut, entpuppt sich als vertracktes Drama, in dessen Mittelpunkt die Liebesbeziehungen des Opfers stehen. Für den dicht inszenierten Fall ist Verenas psychologisches Gespür gefragt, Otto fällt wegen akuter Verliebtheit heute überwiegend aus.“ Fazit: „Auch mit halber Kraft ein starkes Duo.“